# Сорочинська вулиця (Запоріжжя)
Сорочинська вулиця — вулиця в Хортицькому районі міста Запоріжжя. Розпочинається від вулиці Василя Сергієнка та на перехресті з вулицею Василя Стуса переходить в Хортицьке Шосе.

## Назва
Названа на честь села Великі Сорочинці Полтавської Області. До 27.04.2023 мала назву Новгородська.

## Перспективи
Відповідно з планом розвитку має проєкт продовження до Ювілейного проспекту.